# کامل جبور
کامل جبور (انگلیسی: Kamel Djabour؛ زادهٔ ۱۲ ژوئن ۱۹۵۹) بازیکن فوتبال اهل جمهوری کنگو است.